# Гипотезы о многомерной Вселенной
Многомерная вселенная — это гипотеза в физике, согласно которой Вселенная может содержать больше, чем три пространственных измерения, наблюдаемых человеком. Эта идея является центральной в ряде современных теорий, таких как теория струн и теория суперсимметрии, и используется для объяснения ряда физических явлений, которые не удаётся описать в рамках стандартной модели физики элементарных частиц.

### Историческое развитие идеи
Представление о многомерной Вселенной берет свои корни в работе немецкого математика Бернхарда Римана в 19 веке, который предложил концепцию многомерного пространства как математического объекта. Позднее, в 20 веке, теория относительности Альберта Эйнштейна привела к идее четырёхмерного пространства-времени, объединив три пространственных измерения с временем в единый континуум .
Однако, начиная с 1960-х годов, идея дополнительных измерений получила новое развитие с появлением теории Калуцы-Клейна, предложенной для объединения электромагнетизма и гравитации в рамках пятимерного пространства. Хотя эта идея не получила широкого распространения в то время, она заложила основу для современных теорий многомерной Вселенной .

### Многомерные теории
Самой известной теорией, включающей многомерную Вселенную, является теория струн, которая предполагает существование не только четырёх, но и 10 или 11 измерений. В этой теории элементарные частицы представляются как одномерные объекты (струны), которые колеблются в многомерном пространстве. Эти дополнительные измерения могут быть "свернуты" на микроскопических масштабах и недоступны для наблюдения .
Другая важная теория, связанная с многомерной Вселенной, — это теория суперсимметрии и её расширение, теория М, которая объединяет пять различных версий теории струн и постулирует существование 11 измерений .

### Экспериментальные доказательства
На сегодняшний день прямых экспериментальных подтверждений существования дополнительных измерений нет, однако косвенные свидетельства могут быть получены через наблюдения в рамках высокоэнергетической физики. В частности, эксперименты на Большом адронном коллайдере (LHC) пытаются обнаружить признаки сверхсимметричных частиц, которые могли бы подтвердить существование дополнительных измерений . Также предполагается, что гравитационные волны могут указывать на дополнительные измерения через отклонения от предсказаний общей теории относительности .

### Теория мембран
Другой аспект многомерных моделей — это теория мембран (или браны), которая рассматривает нашу Вселенную как четырёхмерную поверхность (трёхмерная пространство плюс время), "плавающую" в многомерном пространстве. В этой теории другие Вселенные могут существовать в дополнительных измерениях, и они могут влиять друг на друга гравитационными силами. Такие идеи исследуются в рамках так называемой модели RS1 и RS2 (модель Рэндалла-Сундрума), которые предполагают, что гравитация может "утекать" в дополнительные измерения, что объясняет её относительную слабость по сравнению с другими фундаментальными силами .

### Применение в космологии
Многомерные теории также используются для объяснения ряда космологических явлений, таких как тёмная материя и тёмная энергия. В некоторых моделях тёмная материя может быть результатом влияния частиц или полей, существующих в дополнительных измерениях, но взаимодействующих с нашей Вселенной только гравитационным образом .
Кроме того, существуют гипотезы, что Большой взрыв был результатом столкновения двух мембран в многомерном пространстве, что привело к возникновению нашей Вселенной .

### Критика и проблемы
Несмотря на теоретическую привлекательность, идея многомерной Вселенной сталкивается с рядом трудностей. В первую очередь, это отсутствие прямых экспериментальных подтверждений существования дополнительных измерений . Кроме того, многие предсказания теорий струн и М-теории находятся за пределами досягаемости современных экспериментов, что делает их проверку чрезвычайно сложной .

### Связанные концепции
- Теория струн
- Теория Калуцы-Клейна
- Мультивселенная
- Гравитационные волны
- Суперсимметрия